# Athesphatoplia
Athesphatoplia är ett släkte av skalbaggar. Athesphatoplia ingår i familjen Melolonthidae.
Kladogram enligt Catalogue of Life:
| Athesphatoplia | \| \| Athesphatoplia curiosa \| \| \| \| \| \| Athesphatoplia mirifica \| \| \| \| |
|                | \| \| Athesphatoplia curiosa \| \| \| \| \| \| Athesphatoplia mirifica \| \| \| \| |
|                | Athesphatoplia curiosa                                                             |
|                |                                                                                    |
|                | Athesphatoplia mirifica                                                            |
|                |                                                                                    |